# Ignoreland
«Ignoreland» es la octava pista del álbum de estudio de R.E.M. Automatic for the People. La canción no fue lanzada como single, pero tuvo posiciones en las listas de Modern Rock y Mainstream Rock. "Ignoreland" es la sexta canción de R.E.M. no ser lanzado como single mientras tenga una posición en la lista. La canción anterior inédita con una posición en las listas de éxitos de la banda fue una versión de "First We Take Manhattan" de Leonard Cohen, que fue lanzada como cara B de "Drive".
El contenido lírico de la canción es explícitamente político, refiriéndose a las condiciones de los Estados Unidos durante las presidencias de Jimmy Carter, Ronald Reagan y George H. W. Bush.
Mike Mills dijo: "Michael va en contra de la política republicana. La línea de apertura es: 'Estos bastardos robaron todo el poder de las víctimas de los Estados Unidos contra ellos / Destruyendo todas las cosas virtuosas y verdaderas'. Y el último verso es realmente genial: "Sé que esto es vitriolo, no hay solución, purga el bazo / Pero me siento mejor después de haber gritado. ¿Tú no? Es realmente genial".
"Se necesitan audífonos para obtener todas las palabras, pero son comprensibles", dijo Peter Buck. "Michael está cantando a través de un amplificador en eso. Quería tener esa ira fría en su voz que se obtiene con la distorsión natural. Y la canción está escrita con la afinación de Neil Young. No es que él sea el dueño. Pero las Es están sintonizadas en D , como en 'Cinnamon Girl'. Lo admito, es de quien aprendí esa afinación".
Se ha citado a los miembros de la banda diciendo que no estaban del todo contentos con la producción de la canción en el álbum, y que la canción no se tocó en vivo durante las giras posteriores.[cita requerida] La canción hizo su debut en vivo casi 16 años después de su lanzamiento del álbum en el show de apertura de la última gira de la banda Accelerate en Vancouver, BC el 23 de mayo de 2008.
La canción ha sido descrita por Matt Neal como "muy hair metal".

## Listas
| Listas (1993)                      | Posiciones |
| ---------------------------------- | ---------- |
| Canadian Hot 100                   | 43         |
| US Alternative Airplay (Billboard) | 5          |
| US Mainstream Rock (Billboard)     | 4          |